# Semiothisa delia
Semiothisa delia là một loài bướm đêm trong họ Geometridae.